# أليكس لويس (موسيقي)
أليكس لويس (بالإنجليزية: Alex Lewis)‏ هو موسيقي أمريكي، ولد في 9 يناير 1978.